# Maria Piszczek
Rozalia Maria Piszczek (ur. 24 stycznia 1952 w Tylmanowej, zm. 14 listopada 2020 w Tomaszowie Lubelskim) – polska zakonnica, przełożona i wikaria generalna Zgromadzenia Sióstr Albertynek.

## Życiorys
W 1966 wstąpiła do Zgromadzenia Sióstr Albertynek, zaś profesję wieczystą złożyła 26 sierpnia 1976. Od 1977 przez 14 lat pełniła posługę we Włoszech (z roczną przerwą na pobyt w Polsce). W tym czasie była między innymi przełożoną wspólnoty sióstr oraz dyrektorem szkoły podstawowej i gimnazjum w Centrum Szkolnym „Settembrini” w Poggiomarino oraz przełożoną domu opieki w Rzymie. We Włoszech ukończyła także dwuletnie Studium Duchowości na Papieskim Wydziale Teologicznym i Papieskim Instytucie Duchowości Teresianum.
W 1992 została wybrana przełożoną generalną zgromadzenia, funkcję tę pełniąc do 2004 kiedy to została na kolejne dwie kadencje wybrana wikarią generalną Albertynek. Ostatnie lata życia spędziła w Domu Modlitwy w Pizunach. Zmarła 14 listopada 2020 i została pochowana na cmentarzu batowickim w Krakowie.